# Acuanauta

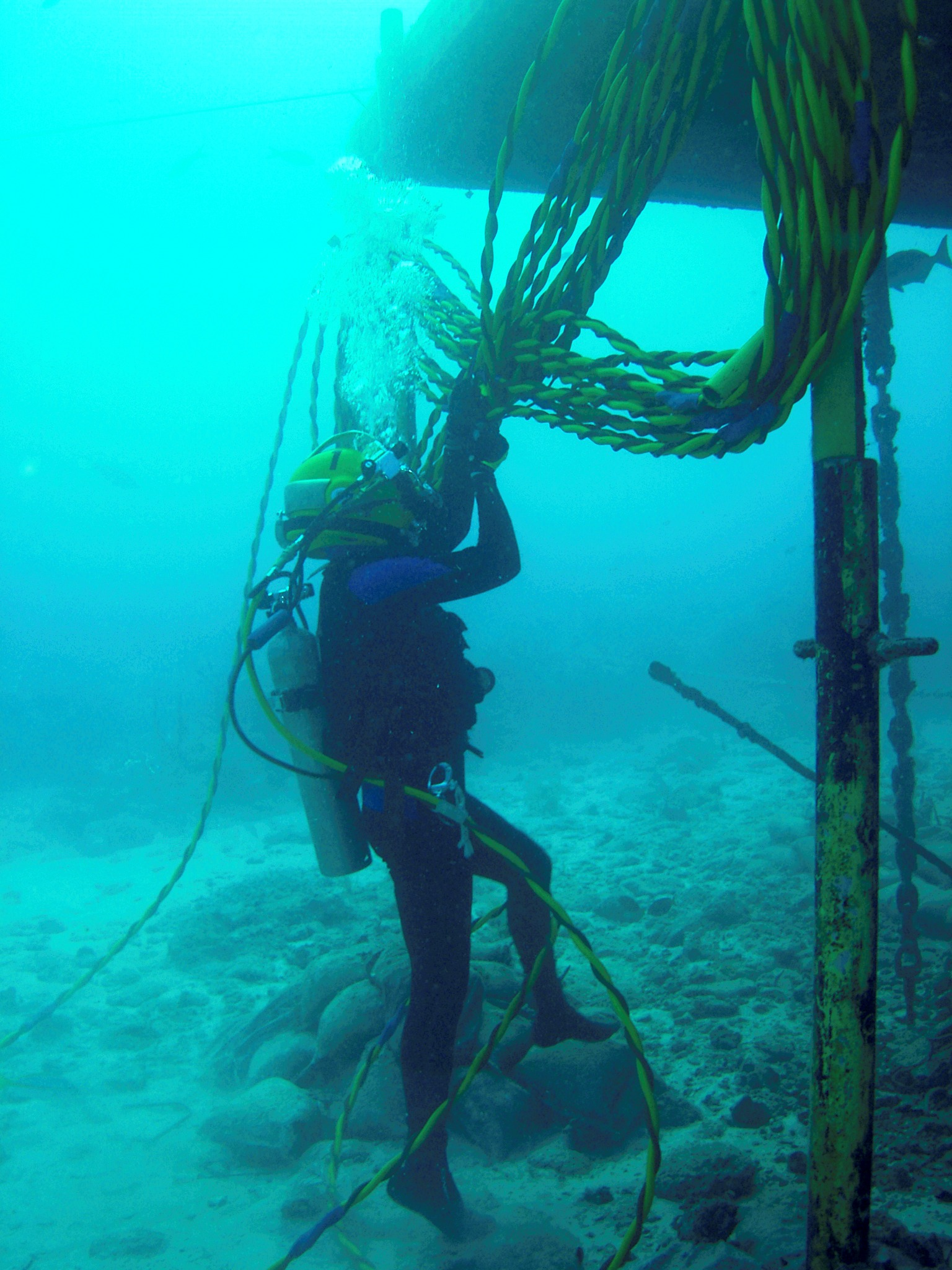
El acuanauta Josef Schmid trabajando fuera del laboratorio subacuático Aquarius en 2007.

Un acuanauta es cualquier persona que permanece bajo el agua, respirando a la presión ambiental durante el tiempo suficiente para que la concentración de los componentes inertes del gas respiratorio disuelto en los tejidos del cuerpo alcance el equilibrio, en un estado conocido como saturación. Por lo general, esto se realiza en un hábitat submarino en el fondo marino durante un período igual o mayor a 24 horas continuas sin regresar a la superficie. 
El término a menudo está restringido a científicos y académicos, aunque hubo un grupo de acuanautas militares durante el programa SEALAB. Los buzos comerciales en circunstancias similares se conocen como buzos de saturación. Un acuanauta es distinto de un submarinista, en el sentido de que un submarinista está confinado a un vehículo submarino en movimiento, como un submarino que retiene la presión del agua. Aquanaut deriva de la palabra latina aqua ("agua") más el griego nautes ("marinero"), por analogía con la construcción similar "astronauta". 
El primer acuanauta humano fue Robert Sténuit, quien pasó 24 horas a bordo de un pequeño cilindro de un hombre a 200 pies en septiembre de 1962 frente a Villefranche-sur-Mer en la Riviera francesa. Los acuanautas militares incluyen a Robert Sheats, el autor Robin Cook y los astronautas Scott Carpenter y Alan Shepard.  
El acuanauta civil Berry L. Cannon murió de envenenamiento por dióxido de carbono durante el proyecto SEALAB III de la Marina de los EE. UU. Buzos científicos incluyen Sylvia Earle, Jonathan Helfgott, Joseph B. MacInnis, Dick Rutkowski, Phil Nuytten, y por los demás, incluidos los 700 miembros de la tripulación (muchos de ellos) los astronautas de la NASA 's NEEMO misiones en el acuario bajo el agua de laboratorio. 

## Programa militar ruso
Una unidad de la armada rusa ha desarrollado un programa acuanauta que ha desplegado buzos de más de 300 metros de profundidad. Se ha desarrollado una embarcación oceánica con base en Vladivostok que está especializada en submarinos y otros rescates en aguas profundas y que está equipada con un complejo de buceo y una embarcación de buceo en aguas profundas de 120 asientos.

## Acuanauta accidental
El cocinero de un barco nigeriano, Harrison Odjegba Okene, sobrevivió durante 60 horas en un remolcador hundido, Jascon-4, que volcó el 26 de mayo de 2013 en mares pesados mientras estabilizaba un petrolero en una plataforma Chevron en el Golfo de Guinea  en el Océano Atlántico, alrededor de 32 km frente a la costa nigeriana. 
El barco se detuvo boca abajo en el fondo del mar, a una profundidad de 30 m. Once miembros de la tripulación murieron, pero en la oscuridad total, Okene se abrió paso hasta la oficina del ingeniero 1.2 m en altura que contenía aire suficiente para mantenerlo con vida. Allí, fabricó una plataforma con un colchón y otros materiales que mantenían la parte superior de su cuerpo fuera del agua que ayudaba a reducir la pérdida de calor.
Tres días después del accidente, Okene fue descubierto por buzos sudafricanos empleados para investigar la escena y recuperar los cuerpos. Los buzos de rescate le pusieron a Okene un casco de buceo para que pudiera respirar mientras lo trasladaban a una campana de buceo cerrada y regresaba a la superficie para descomprimirse por saturación. Okene perdió el conocimiento durante la transferencia.  